# Luís Correia Neves Neto
Luís Correia Neves Neto (Paranaíba, 10 de novembro de 1835 – Três Lagoas, 8 de setembro de 1885) foi um pioneiro-fundador do município brasileiro de Três Lagoas. 
Foi filho de Luís Correia Neves Filho e de Eleodora Rodrigues da Costa, pioneiros do município de Paranaíba. Era sobrinho-neto, assim, do Inconfidente mineiro padre Manuel Rodrigues da Costa, o que explica, em parte, a postura liberal a si aferida - por um exemplo, sua filha Zulmira Maria de Jesus se tornaria atuante mulher de negócios já na primeira década do século XX.
Inicialmente tendo residido ao sul da então vila de Paranaíba juntamente com sua família, nas imediações do rio Quitéria, transferiu-se após seu casamento para as terras da fazenda Lajeado, do irmão Bernardino Correia Neves e sua esposa Maria Joaquina de Freitas, ainda mais distanciada ao sul da então vila.
Com a morte do irmão em 1881, entretanto, foi o primeiro dessa frente pioneira do leste sul-matogrossense, que incluía os Garcia Leal, os Barbosa e os Lopes, a se transferir para o sul do ribeirão Beltrão. Juntamente com sua esposa, Claudina Correia Neves, neta de Januário Garcia Leal Sobrinho, estabeleceu-se nas imediações desse ribeirão, desde as proximidades de sua nascente até onde o corpo d'água encontra-se com o ribeirão Pântano para formar o rio Pântano. Estava iniciada, assim, a colonização do município de Três Lagoas.
Nos anos seguintes, através da expansão de seus campos de pecuária e do comércio com a então colônia militar de Itapura, contribuiu para o estabelecimento da rota ao sul, hoje BR-158, que passou a conectar o território de Três Lagoas às vilas de São Pedro (Inocência) e Paranaíba, assim como promoveu a colonização do território treslagoense. No ribeirão Beltrão, Luís Correia Neves Neto e sua esposa Claudina fundaram, entre várias outras, a fazenda Beltrão e a fazenda São Pedro, muito extensas.
Pouco após sua mudança e já iniciado o processo de "desenvolvimento" da região por suas mãos, seguiram Luís Correia Neves Neto ao território treslagoense vários parentes seus, pois a colonização inicial da região foi baseada no modelo familiar. Entre eles, destacam-se Eleodora Correia Garcia e Serafim Batista Parreira, avós de Alexandre Batista Garcia, fundador do município de Inocência, que se instalaram às marges do rio Santa Rita. Mesmo alguns anos depois de seu estabelecimento nas proximidades do ribeirão Beltrão, novos colonizadores continuavam a seguir Luís Correia Neves Neto ao sul, como foi o caso de Protázio Garcia Leal, no ano de 1887, e depois de Antônio Trajano dos Santos, na década de 1890, e de outros pioneiros, como Necésio Ferreira de Melo. Fundaram, desta maneira, os alicerces daquele que se tornaria, em trinta anos, o município de Três Lagoas.
De seu casamento com Claudina Correia Garcia, Luís Correia Neves Neto contraiu:
- Francisco (1863);

- Maria (1865);

- Ana (1870);

- Firmino (1871);

- Manoel (1872);

- Carolina (1874);

- Zulmira Maria de Jesus (1882);

- Cherobino Correia Garcia (1884).

Faleceu precocemente aos cinqüenta anos. Após sua morte, a fazenda Beltrão foi ocupada por sua filha Zulmira Maria de Jesus, a primeira pessoa de ascendência européia a ter nascido naquele que seria território de Três Lagoas, após a retirada dos nativos Ofaié e Caiapó. Foi Zulmira Maria de Jesus casada, ainda, com Jovino José Fernandes, e ali estabeleceria pioneiro centro industrial do Bolsão Sul-Matogrossense, dedicado à fabricação de derivados da cana-de-açúcar.
Seu inventário se encontra no Memorial do Tribunal de Justiça de Mato Grosso do Sul.